# 多羅格
多羅格是匈牙利的城鎮，位於該國北部，距離首都布達佩斯38公里，由科馬羅姆-埃斯泰爾戈姆州負責管轄，面積11.55平方公里，海拔高度142米，2009年人口12,262。

## 外部連結
- Dorog Online
- Dorog on map（页面存档备份，存于）